# Coupe d'Europe des clubs champions de basket-ball féminin 1992-1993
Navigation
Saison précédente Saison suivante
La Coupe d’Europe des clubs champions de basket-ball féminin 1992-1993 est la saison courante de la Coupe d’Europe des clubs champions, compétition qui met aux prises les meilleurs clubs de basket-ball du continent européen.

## Équipes participantes
| Amocom Chişinău BBC Etzella Ettelbruck BC Split BCSS Namur Challes Savoie Basket CB Godella-Valence Dynamo Kiev DZU-AD Stara Zagora Elitzur Cellcom Holom | Fidefinanz Bellinzona Forssan Alku Galatasaray GTU Tbilissi Gustino Schnitzelplatz Wels Horizont Minsk Lotus Munich MGS Apollon Thessalonique MiZo Pécs | PZU Polfa Pabianice SC Tirana SCP Ružomberok Societa Ginnestica Côme Universitatea Cluj ŽKD Ježica Ljubljana ŽKK Crvena Zvezda |

## Play-offs

### Final Four
|  | Demi-finales           | Demi-finales           |          |    | Finale                 | Finale                 |
|  | Demi-finales           | Demi-finales           |          |    | Finale                 | Finale                 |
|  |                        |                        |          |    |                        |                        |
|  | Sam 24 mars ? - Lliria | Sam 24 mars ? - Lliria |          |    | Dim 25 mars ? - Lliria | Dim 25 mars ? - Lliria |
|  | Sam 24 mars ? - Lliria | Sam 24 mars ? - Lliria |          |    | Dim 25 mars ? - Lliria | Dim 25 mars ? - Lliria |
|  | Côme                   | 85                     |          |    | Dim 25 mars ? - Lliria | Dim 25 mars ? - Lliria |
|  | Côme                   | 85                     |          |    | Dim 25 mars ? - Lliria | Dim 25 mars ? - Lliria |
|  | SCP Ružomberok         | 72                     |          |    | Dim 25 mars ? - Lliria | Dim 25 mars ? - Lliria |
|  | SCP Ružomberok         | 72                     | Côme     | 58 |                        |                        |
|  | Sam 24 mars ? - Lliria |                        | Côme     | 58 |                        |                        |
|  |                        | Dorna Godella          | 66       |    |                        |                        |
|  | Dorna Godella          | Dorna Godella          | 66       | 74 |                        |                        |
|  | Dorna Godella          |                        |          | 74 |                        |                        |
|  | Challes Savoie Basket  | 63                     |          |    |                        |                        |
|  | Challes Savoie Basket  | 63                     | 3e place |    |                        |                        |
|  |                        |                        |          |    |                        |                        |
|  | Dim 25 mars ? - Lliria |                        |          |    |                        |                        |
|  |                        |                        |          |    |                        |                        |
|  | Challes Savoie Basket  | 72                     |          |    |                        |                        |
|  | Challes Savoie Basket  | 72                     |          |    |                        |                        |
|  | SCP Ružomberok         | 52                     |          |    |                        |                        |
|  | SCP Ružomberok         | 52                     |          |    |                        |                        |

## Statistiques
- Meilleure marqueuse : -
- Meilleure rebondeuse : -
- Meilleure passeuse : -